# Tell Me Why (canción de Supermode)
«Tell Me Why» es una canción de música electrónica realizada por los DJs y productores suecos Axwell y Steve Angello, bajo el alias Supermode (también llamado Supermongo). Fue lanzado el 13 de junio de 2006. Es la única producción lanzada bajo este pseudónimo.
Es una adaptación basada en dos canciones de Bronski Beat, ambas incluidas en el álbum The Age of Consent del año 1984. Samplea la melodía de «Smalltown Boy» y contiene las letras de «Why?». Las voces están reconstruidas e interpretadas por el músico británico Hal Ritson, integrante de Young Punx.

## Lista de canciones
| Sencillo digital |                                   |          |  |
| N.º              | Título                            | Duración |  |
| 1.               | «Tell Me Why» (Radio Edit)        | 2:54     |  |
| 2.               | «Tell Me Why» (Original Mix)      | 7:04     |  |
| 3.               | «Tell Me Why» (Vocal Club Mix)    | 5:51     |  |
| 4.               | «Tell Me Why» (TV Rock Remix)     | 7:18     |  |
| 5.               | «Tell Me Why» (Raul Rincón Remix) | 8:17     |  |

| Vinilo en 12" |                                                           |          |  |
| N.º           | Título                                                    | Duración |  |
| 1.            | «Tell Me Why» (Original Club Mix)                         | 7:04     |  |
| 2.            | «Tell Me Why» (2 Elements Remix)                          | 6:49     |  |
| 3.            | «Tell Me Why» (Sébastien Léger Remix)                     | 6:37     |  |
| 4.            | «Tell Me Why» (Patric & Timo's Waiting For Sunrise Remix) | 5:55     |  |
| 5.            | «Tell Me Why» (Simmons & Christopher Remix)               | 7:29     |  |

| Descarga digital (Meduza Remix) [2022] |                                       |          |  |
| N.º                                    | Título                                | Duración |  |
| 1.                                     | «Tell Me Why» (Meduza Remix)          | 2:51     |  |
| 2.                                     | «Tell Me Why» (Meduza Extended Remix) | 8:28     |  |

| Descarga digital (Maddix Remix) [2023] |                                       |          |  |
| N.º                                    | Título                                | Duración |  |
| 1.                                     | «Tell Me Why» (Maddix Remix)          | 3:11     |  |
| 2.                                     | «Tell Me Why» (Maddix Extended Remix) | 3:54     |  |

| Descarga digital (1991 Remix) [2023] |                            |          |  |
| N.º                                  | Título                     | Duración |  |
| 1.                                   | «Tell Me Why» (1991 Remix) | 4:04     |  |

## Posicionamiento en listas y certificaciones
| Lista (2006)                                | Mejor posición |
| ------------------------------------------- | -------------- |
| Alemania (Media Control AG)                 | 65             |
| Australia (ARIA)                            | 48             |
| Bélgica (Flandes) (Ultratop 50)             | 22             |
| Bélgica (Valonia) (Ultratip Bubbling Under) | 2              |
| CEI (Tophit)                                | 4              |
| Dinamarca (Tracklisten)                     | 14             |
| Escocia (Scottish Singles Sales Chart)      | 10             |
| España (Top 100 Canciones)                  | 19             |
| European Hot 100                            | 66             |
| Finlandia (OFC)                             | 14             |
| Francia (SNEP)                              | 22             |
| Hungría (Single Top 40)                     | 5              |
| Irlanda (IRMA)                              | 31             |
| Países Bajos (Dutch Top 40)                 | 5              |
| Reino Unido (UK Singles Chart)              | 13             |
| Rusia (TopHit Airplay)                      | 3              |

| Región       | Lista (2006)            | Posición |
| ------------ | ----------------------- | -------- |
| CEI          | TopHit                  | 29       |
| Países Bajos | Nederlandse Top 40      | 35       |
| Reino Unido  | Official Charts Company | 144      |
| Rusia        | TopHit Airplay          | 17       |

### Certificaciones
| País        | Organismo certificador | Certificación | Ventas  | Ref.   |
| ----------- | ---------------------- | ------------- | ------- | ------ |
| Alemania    | BVMI                   | Oro           | 150 000 | [ 27 ] |
| España      | PROMUSICAE             | Oro           | 30 000  | [ 28 ] |
| Italia      | FIMI                   | Oro           | 50 000  | [ 29 ] |
| Reino Unido | BPI                    | Plata         | 200 000 | [ 30 ] |